# Ben Wallace (político)
Robert Ben Lobban Wallace (Londres, 15 de mayo de 1970) es un político y militar retirado británico que se desempeñó como Secretario de Estado de Defensa de 2019 a 2023 y miembro del Parlamento por Wyre y Preston North, anteriormente Lancaster y Wyre, desde 2005.
Antes de convertirse en diputado, fue miembro de la lista conservadora del Parlamento escocés (MSP) por el noreste de Escocia de 1999 a 2003. Renunció en 2003 y se mudó a Lancashire mientras buscaba la selección para un distrito electoral de Westminster en Inglaterra. Después de la elección como diputado y después de servir como diputado durante casi cinco años, fue nombrado Secretario Privado Parlamentario del Secretario de Estado de Justicia, Ken Clarke, de 2010 a 2014. Luego, Wallace se convirtió en un látigo desde julio de 2014 hasta mayo de 2015. Tras las elecciones generales de 2015 y la formación del gobierno mayoritario de Cameron, se convirtió en subsecretario de Estado parlamentario para la Oficina de Irlanda del Norte. En 2016 fue nombrado Ministro de Estado de Seguridad y Delincuencia Económica por Theresa May, cargo que ocupó hasta su cese en julio de 2019. Partidario de Boris Johnson, Wallace fue ascendido al puesto de secretario de Estado de Defensa en el gabinete, después de que Johnson se convirtiera en primer ministro.
Antes de la política, ocupó el rango de capitán en los Scots Guards, un regimiento del ejército británico.

## Primeros años de vida
Wallace nació el 15 de mayo de 1970 en Farnborough, Londres. Su padre era soldado en la Primera Guardia de Dragones del Rey y sirvió en Malaya.
Wallace se educó en Millfield, una escuela independiente en Somerset. Mientras estaba en la escuela, asistió a un curso para jóvenes oficiales de la Royal Scots Dragoon Guards, y después de salir de la escuela fue entrevistado por la Junta de Comisiones Regulares, luego pasó algún tiempo como instructor de esquí en la Escuela Nacional de Esquí de Austria en el pueblo. de Alpbach en Austria.

## Carrera militar
Después de entrenar como cadete en la Royal Military Academy Sandhurst, en junio de 1991 Wallace fue comisionado en la Guardia Escocesa como segundo teniente, con una comisión de servicio breve. De 1991 a 1998, sirvió en Alemania, Chipre, Belice e Irlanda del Norte. En abril de 1993, fue ascendido a teniente, y también en 1993 fue mencionado en despachos,  por un incidente en Irlanda del Norte en el que la patrulla que comandaba capturó a toda una unidad de servicio activo del IRA que intentaba llevar a cabo un atentado con bomba contra las tropas británicas. En 1996 fue ascendido a Capitán.
Wallace estaba de servicio la noche de la muerte de Diana, princesa de Gales, y era miembro del grupo enviado a París para llevar su cuerpo a casa.
En junio de 1998, Wallace pasó de la Lista Activa a la Reserva de Oficiales del Ejército Regular, con una breve comisión de servicio como Capitán. Más tarde explicó que había decidido no buscar convertirse en un oficial regular y continuar después de los treinta años, ya que la parte del trabajo que realmente disfrutaba era comandar soldados, y esto probablemente disminuiría después de ese punto.

## Carrera política

### parlamento escocés
Wallace ingresó a la política después de dejar el ejército, citando como razón de esta decisión la experiencia que tenía al mando de hombres de algunas de las áreas económicamente más desfavorecidas del Reino Unido, que afirmó que podrían mejorarse promoviendo una sociedad con más aspiraciones. Wallace se convirtió en miembro conservador del parlamento escocés en 1999, como miembro de la lista MSP para el noreste de Escocia. Renunció en 2003, mientras buscaba la selección para un distrito electoral de Westminster en Inglaterra. Wallace fue el portavoz de salud en la sombra de los conservadores escoceses durante ese tiempo.
De 2003 a 2005 fue director en el extranjero de la empresa aeroespacial QinetiQ, la antigua Agencia de Investigación y Evaluación de la Defensa (DERA) del Reino Unido.

### Miembro del Parlamento del Reino Unido
Wallace fue elegido miembro del parlamento por el distrito electoral de Lancaster y Wyre en las elecciones generales de 2005. Obtuvo el escaño de los laboristas con 22.266 votos y una mayoría de 4.171 (8,0%). El distrito electoral fue abolido para las elecciones generales de 2010 y Wallace fue elegido para el nuevo escaño de Wyre y Preston North con 26.877 votos y una mayoría de 15.844 (30,9%). Fue reelegido en las elecciones generales de 2015, 2017 y 2019, y la mayoría sugirió que ahora ocupaba un asiento seguro para su partido.
De 2005 a 2010, Wallace fue miembro del Comité Selecto de Asuntos Escoceses de la Cámara de los Comunes. De 2006 a 2010 también fue Ministro de Estado en la sombra de Escocia y fue Presidente del Grupo Parlamentario Británico-Irán de 2006 a 2014. El 13 de noviembre de 2008, Wallace recibió el título de Campaña del año en los Premios parlamentarios Spectator /Threadneedle, por su trabajo en la promoción de la transparencia de los gastos de los parlamentarios.
Wallace enfrentó críticas locales después de que se reveló que en 2008 hizo el cuarto reclamo de gastos más alto de cualquier parlamentario, reclamando £ 175,523 además de su salario de £ 63,000. Sin embargo, defendió esto argumentando que su distrito electoral tenía un electorado que era casi un 20% más grande que el promedio en Inglaterra.

### Roles ministeriales subalternos y referéndum de la UE
Tras su reelección al Parlamento en 2010, Wallace fue nombrado secretario privado parlamentario del entonces secretario de Justicia y Lord Canciller, y más tarde ministro sin cartera en la Oficina del Gabinete, Kenneth Clarke. El 4 de septiembre de 2012, Wallace rechazó un puesto como Lord Comisionado del Tesoro durante la reorganización del gabinete.para seguir siendo el PPS de Clarke. Votó en contra de la Ley de matrimonio (parejas del mismo sexo) de 2013, que legalizó el matrimonio entre personas del mismo sexo en Inglaterra y Gales.
En julio de 2014, cuando Clarke regresó a los bancos traseros, a Wallace se le ofreció nuevamente un trabajo en el gobierno como látigo. Esta vez aceptó. También en 2014, se convirtió en uno de los primeros partidarios de una futura candidatura de liderazgo de Boris Johnson, que entonces no estaba en el parlamento.
En mayo de 2015, Wallace fue ascendido a subsecretario de Estado parlamentario en la Oficina de Irlanda del Norte.
A principios de 2016, con la proximidad del referéndum de la Unión Europea, Boris Johnson dudaba entre irse y permanecer, y Wallace le aconsejó encarecidamente que apoyara mantenerse en contra del Brexit, ya que ponerse del lado de la salida significaría estar aliado con los "payasos". El propio Wallace apoyó al lado de la permanencia antes del referéndum. Después de que Leave lo ganó, David Cameron renunció como líder del partido. Johnson lanzó de inmediato una campaña de liderazgo dirigida por Wallace y Lynton Crosby. Sin embargo, una semana después, después de que Michael Gove también decidió presentarse, Johnson se retiró.
La nueva primera ministra, Theresa May, ascendió a Wallace a Ministro de Estado para la Seguridad en el Ministerio del Interior. Votó a favor de su acuerdo de retirada del Brexit a principios de 2019 y en contra de cualquier referéndum sobre un acuerdo de retirada del Brexit.
En diciembre de 2017, la cartera ministerial de Wallace se amplió para incluir delitos económicos. Fue ministro de Seguridad durante los ataques terroristas de 2017 y el intento de asesinato de Serguéi Skripal en Salisbury. Wallace fue designado miembro del Consejo Privado por su papel en la coordinación de la respuesta del gobierno al ataque de Westminster de 2017.

### Secretario de Estado de Defensa
El 24 de julio de 2019, Boris Johnson se convirtió en primer ministro e inmediatamente nombró a Wallace como secretario de Estado de Defensa, en sustitución de Penny Mordaunt, que quedó fuera del nuevo gobierno.
En agosto de 2019, se escuchó a Wallace discutiendo la controvertida prórroga del parlamento de Johnson con Florence Parly, la ministra de las Fuerzas Armadas francesas. Sugirió que el motivo de la prórroga de cinco semanas era evitar que los parlamentarios bloquearan los planes del gobierno para el Brexit, en lugar de la posición oficial del gobierno de introducir una nueva agenda legislativa. 10 Downing Street respondió a sus comentarios amonestándolo y afirmando que se había "hablado mal". Esta prórroga fue declarada ilegal por el Tribunal Supremo el 24 de septiembre de 2019.
El 13 de octubre de 2019, en una reunión de la OTAN, Wallace defendió la ofensiva turca de 2019 en el noreste de Siria . Comentó: "Turquía necesita hacer lo que a veces tiene que hacer para defenderse". Sus comentarios fueron condenados por otros delegados en la reunión.
El 12 de enero de 2020, en una entrevista con The Sunday Times, Wallace dijo que el Reino Unido "debe estar preparado para librar guerras sin Estados Unidos", uno de los principales aliados del Reino Unido. Afirmó que la próxima revisión de defensa "debería usarse para hacer que el Reino Unido sea menos dependiente de Estados Unidos en futuros conflictos". Sus comentarios se hicieron en respuesta a las políticas aislacionistas de "America First" del presidente de los Estados Unidos, Donald Trump. Wallace también dijo que la próxima revisión de defensa sería la "revisión más profunda" de las políticas exterior y de defensa de Gran Bretaña desde el final de la Guerra Fría en 1991.
Wallace dijo que Estados Unidos puso a Gran Bretaña en una "posición muy difícil" tras la retirada de la mayoría de las tropas estadounidenses de Afganistán. Poco después de que comenzara la retirada de las tropas estadounidenses, los talibanes lanzaron una ofensiva contra el gobierno afgano, avanzando rápidamente frente a las Fuerzas Armadas afganas colapsadas. Wallace dijo que el Reino Unido estaría dispuesto a trabajar con los talibanes en caso de que llegaran al poder, siempre que se adhieran a ciertas normas internacionales.
En el 40 aniversario del final de la Guerra de las Malvinas en 2022, Wallace declaró la determinación de Gran Bretaña de "hacer frente a los matones", provocando un crescendo en la "tensión dialéctica" con respecto a las relaciones entre el Reino Unido y Argentina. El gobierno argentino denunció estas declaraciones como "amenazas beligerantes" y "referencias denigrantes".
Se reunió con el ministro de Defensa ruso, Serguéi Shoigú, el 11 de febrero de 2022. Al día siguiente, Wallace dijo que una invasión rusa de Ucrania era "altamente probable", y que el Ministerio de Relaciones Exteriores les estaba diciendo a los ciudadanos británicos que evacuaran mientras todavía había medios comerciales disponibles El embajador de Ucrania en el Reino Unido, Vadym Prystaiko, dijo que la comparación de Wallace de los esfuerzos diplomáticos con Rusia con las políticas de apaciguamiento de la década de 1930 no ayudó, diciendo que ahora es el momento equivocado para "ofender a nuestros socios". En febrero de 2022, se filmó a Wallace diciendo que la Guardia Escocesa "pateó el trasero" de Nicolás I de Rusia en la Guerra de Crimea y que podría volver a hacerlo.
Tras la crisis del gobierno del Reino Unido de 2022, Wallace fue visto como un candidato para convertirse en el próximo líder del Partido Conservador y, por lo tanto, en Primer Ministro, pero se retiró de la contienda el 10 de julio. En un comunicado en Twitter, dijo que su enfoque estaba en su trabajo actual y en "mantener a salvo a este gran país". Más tarde apoyó a Liz Truss en las elecciones.

## Vida personal
Wallace se casó con Liza Cooke en 2001; la pareja tiene dos hijos y una hija. Su esposa trabajó como asistente parlamentaria a tiempo parcial en su oficina hasta el 30 de abril de 2019. Se conocieron cuando ella era investigadora en el parlamento escocés y Wallace era MSP.
Wallace vive en Lancashire y Londres. Fuera de la política, enumera sus recreaciones como el esquí, la vela, el rugby y las carreras de caballos. Es miembro del club Third Guards.